# Cuenca somalí

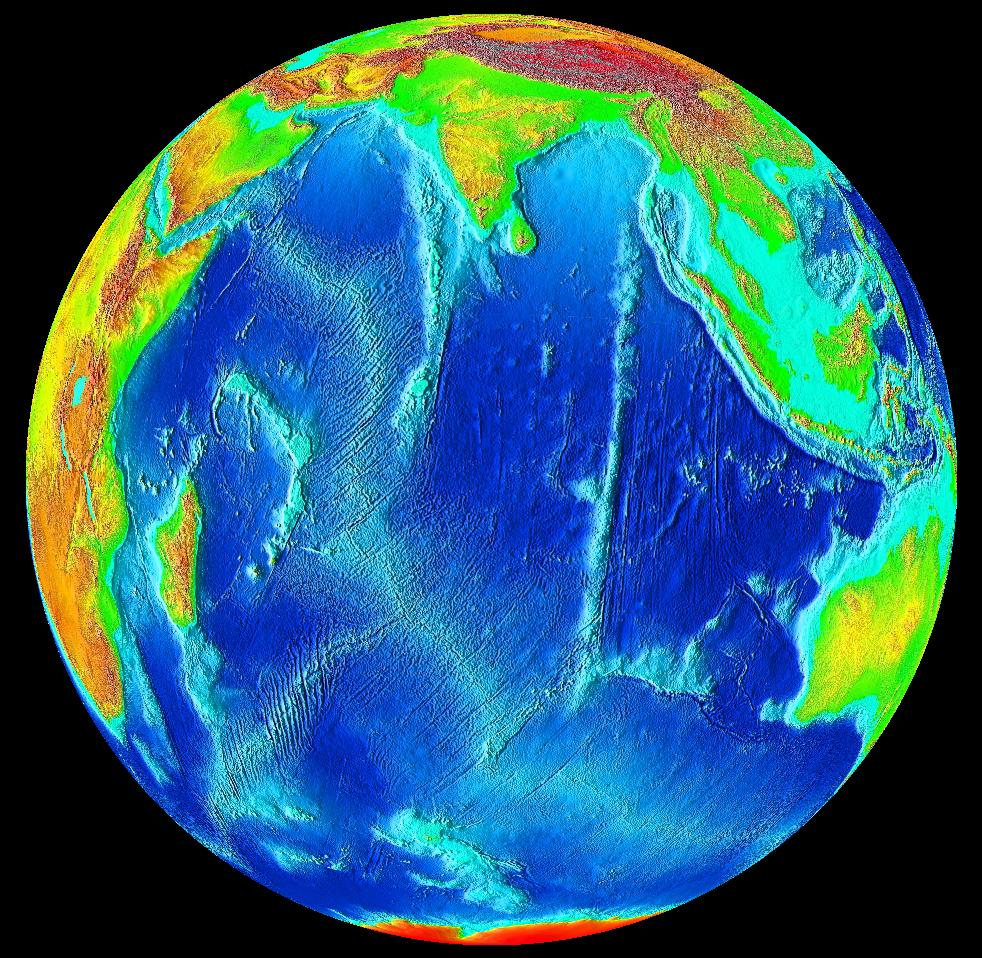
Mapa batimétrico del océano Índico mostrando la cuenca de Somalia en el extremo oeste, a lo largo de África oriental.

La cuenca somalí es una depresión oceánica del oeste del océano Índico constituido por una llanura abisal situada al este de África. Toma su nombre de Somalia. Está encuadrada entre la dorsal Arábigo-Índica al noreste, la dorsal central índica al este, las Seychelles al sureste, Madagascar y el archipiélago de las Comores al sur y las costas del África oriental al oeste.
Su relieve está interrumpido por algunas montañas submarinas algunas de las cuales alcanzan a la superficie para formar islas como las del grupo de Aldabra en las Seychelles.